# 清舌唇擦音
清舌唇擦音是一種輔音，使用於一些口語中。國際音標記作⟨θ̼⟩或⟨ɸ̺⟩。

## 特徵
清舌唇擦音的特徵包括：
- 調音方法是摩擦，表示氣流通過位於調音部位的狹窄通道，發生湍流。

- 調音部位是舌唇，即藉由舌頭碰觸上唇以調音。

- 發聲類型是清音，意味着發音時聲帶並不顫動。
- 本輔音是口腔輔音（口音），表示調音時空氣只從口裡流出。
- 氣流機制是肺部氣流，即由肺與橫膈膜驱动空气。

## 出現於
| 語言         | 語言         | 詞彙 | IPA     | 意思       | 註釋 |
| ------------ | ------------ | ---- | ------- | ---------- | ---- |
| 大納姆巴斯語 | 大納姆巴斯語 |      | [ˈinɛθ̼] | 他有哮喘病 |      |

## 參閲
- 濁舌唇擦音